# Villamar
Villamar là một đô thị ở tỉnh Sud Sardegna trong vùng Sardegna của Italia, cách khoảng 45 km về phía tây bắc của Cagliari và khoảng 7 km về phía đông bắc của Sanluri. Tại thời điểm ngày 31 tháng 12 năm 2004, đô thị này có dân số 2.912 người và diện tích là 38,6 km².
Villamar giáp các đô thị: Furtei, Guasila, Las Plassas, Lunamatrona, Pauli Arbarei, Sanluri, Segariu, Villanovafranca.